# Novembre
El novembre o santandria és l'onzè mes de l'any en el calendari gregorià i té 30 dies. El nom li ve d'haver estat el novè mes del calendari romà i, en el cas de la variant algueresa, del sard Sant'Andria.
En aquest mes es recorden els difunts. El primer de novembre és la solemnitat de Tots Sants i l'endemà ho és de la Commemoració dels difunts. El 27 de novembre és la festa de la Mare de Déu de la Medalla Miraculosa. A l'església catòlica es dedica el mes a les ànimes del Purgatori.

## Esdeveniments
1 de Novembre: Tots Sants (Catalunya) i el Dia de los Muertos (Mexic)